# 26 ブロードウェイ
26 ブロードウェイ（英語: 26 Broadway）は、ニューヨーク市ロウアー・マンハッタンの超高層ビルである。スタンダード・オイル・ビルディング（Standard Oil Building）としても知られる。
マンハッタンの南端、ボウリング・グリーンに位置し、31階建て、159 m（520 ft）の建物である。ニューヨーク市歴史建造物に指定されている。

## 歴史

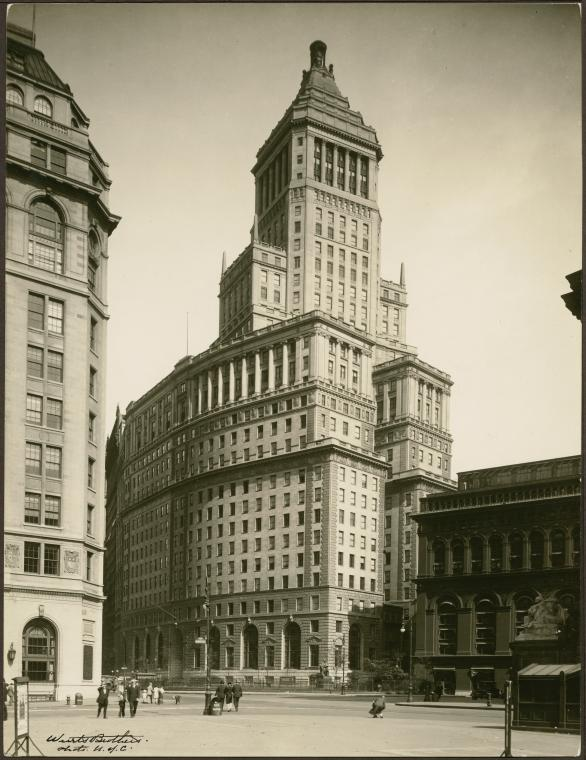
1930年頃の26 ブロードウェイ

建物は、スタンダード・オイルがオハイオ州クリーブランドからこの場所へ移転してきた1885年に、建築家フランシス・H・キンボールによって最初に建設された。最初のスタンダード・オイルの建物は、ブロードウェイとノース・ストリートとの間に位置する幅86フィートの10階建てだった。この建物は、エベネゼル・L・ロバーツによって設計された。1895年には、6階が増築され、北側で、キンボール&トンプソンの設計により、27-フート 幅 (8.2 m)の拡張が行われた。第二次世界大戦後、ウォルター・C・ティーグルは、ブロックにあった4つの隣り合った建物を購入することにより、建物を大きく拡張することを決定した。
建物は、広範囲な検査が行われ、共同建築家のシュリーヴ、ランブ・アンド・ブレイクとトーマス・ヘイスティングスのパートナーであるカレール・アンド・ヘイスティングスにより、1921年から1928年にかけて、ほとんど再建された。25 ブロードウェイの通りの向かい側にあるキュナード・ビルディング（後にスタンダード&プアーズ・ビルディングと呼ばれた）の設計を支援したヘイスティングスは、先導建築家に選ばれた。完成時には、このピラミッドは、マンハッタン南端の最も高いタワーであり、入湾する船への信号として照らされた。
ニュージャージーのスタンダード・オイル（その後、エッソと呼ばれる）は、1946年に75 ロックフェラー・プラザへ移転した。モービルは、1954年に150 東42丁目へ移転した。スタンダード・オイルは1956年に建物を売った。建物は、マンハッタンで最初にセットバックのつくられた建物の1つであり、頂上は、マウソロス霊廟がモデルのピラミッドで覆われている。建物は、1995年にニューヨーク市歴史建造物に指定された。

## 博物館
建物の下層は、かつて博物館として利用されたことがある。1988年から2006年までは、アメリカ金融博物館、2008年から2009年までは、アメリカ・スポーツ博物館となった。

## テナント
- JDRF[7]